# Shawnee Smith
 (janvier 2023).
Si vous disposez d'ouvrages ou d'articles de référence ou si vous connaissez des sites web de qualité traitant du thème abordé ici, merci de compléter l'article en donnant les références utiles à sa vérifiabilité et en les liant à la section « Notes et références ».
Pour les articles homonymes, voir Shawnee et Smith.
Shawnee Smith est une actrice américaine, née le 3 juillet 1969 à Orangeburg, en Caroline du Sud (États-Unis).
Elle est principalement connue pour le rôle d'Amanda Young dans la série des Saw.

## Carrière
Shawnee Smith a commencé sa carrière à l'âge de huit ans, en jouant dans plusieurs pièces de théâtre (telles que la comédie musicale Annie) . À l'âge de quinze ans, elle remporte le Dramalogue Critics Award.
Elle fait ses débuts au cinéma en 1982 dans Annie, adaptation de la pièce de théâtre. Elle joue notamment par la suite dans Aigle de fer (1986), Summer School (1987) ou encore Le Blob (1988).
Shawnee Smith apparaît également dans plusieurs séries télévisées et téléfilms tels que Le Fléau (adaptation télévisée du roman de Stephen King), X-Files (1994).
Ses autres rôles au cinéma comprennent les films Leaving Las Vegas (1995) (avec Nicolas Cage), The Island (2005), la saga des films Saw (2004-2009) où elle interprète le personnage d'Amanda Young, ou encore The Grudge 3 (2009).
Elle a également joué le rôle de Linda dans la série télévisée Becker (1998) aux côtés de Ted Danson.
À côté de sa carrière d'actrice, Shawnee Smith a également travaillé dans la musique et la chanson. Guitariste et pianiste, elle a fait partie du groupe de punk métal Fydolla Ho de 2002 à 2004. Elle a également participé à la bande son originale du film Saw 3. En 2008, elle a chanté en duo avec l'actrice Missi Pyle (sous le nom Smith & Pyle).

## Filmographie

### Actrice

#### Cinéma
- 1982 : Annie de John Huston : Dancer
- 1986 : Aigle de fer (Iron Eagle) de Sidney J. Furie : Joenie
- 1987 : Prof d'enfer pour un été (Summer School) de Carl Reiner : Rhonda Altobello
- 1988 : Le Blob (The Blob) de Chuck Russell : Meg Penny
- 1989 : Mais qui est Harry Crumb ? (Who's Harry Crumb?) de Paul Flaherty : Nikki Downing
- 1990 : La Maison des otages (Desperate Hours) de Michael Cimino : May Cornell
- 1995 : Leaving Las Vegas de Mike Figgis : Biker Girl
- 1995 : The Low Life (en) de George Hickenlooper : 'Little Tramp' Woman
- 1996 : Female Perversions de Susan Streitfeld : Make-Up Salesgirl
- 1997 : Dead Men Can't Dance de Stephen Milburn Anderson : Sgt. Addy Cooper
- 1997 : Dogtown (en) de George Hickenlooper : Tammy Hayes
- 1997 : Men de Zoe Clarke-Williams : Clara
- 1997 : Bombshell de Paul Wynne : Shelly
- 1997 : Amour, délice et petits plats (Eat Your Heart Out) de Felix O. Adlon : Nicole
- 1998 : Armageddon de Michael Bay : Redhead
- 1998 : Carnival of Souls (en) de Adam Grossman : Sandra Grant
- 1998 : The Party Crashers de Phil Leirness : Carolyn
- 1999 : A Slipping-Down Life (en) de Toni Kalem : Faye-Jean Lindsay
- 1999 : Breakfast of Champions de Alan Rudolph : Bonnie MacMahon
- 1999 : Every Dog Has Its Day de Marc Chiat : RedHead
- 2002 : Never Get Outta the Boat de Paul Quinn : Dawn
- 2004 : Saw de James Wan : Amanda Young
- 2004 : The Almost Guys (en) de Eric Fleming : Bigger
- 2005 : The Island de Michael Bay : Suzie
- 2005 : Saw 2 (Saw II) de Darren Lynn Bousman : Amanda Young
- 2006 : Repo! The Genetic Opera (court métrage) de Darren Lynn Bousman : Heather
- 2006 : Saw 3 (Saw III) de Darren Lynn Bousman : Amanda Young
- 2007 : Greater Than a Tiger (court métrage) de Keith Odett : Alice
- 2007 : Saw 4 (Saw IV) de Darren Lynn Bousman : Amanda Young (flash-backs)
- 2008 : Saw 5 (Saw V) de David Hackl : Amanda Young (flash-backs)
- 2009 : The Grudge 3 de Toby Wilkins : Dr Sullivan
- 2009 : Saw 6 (Saw VI) de Kevin Greutert : Amanda Young (flash-backs)
- 2010 : Kill Speed de Kim Bass : Honey (non créditée)
- 2010 : Saw 3D : Chapitre Final (Saw 3D: The Final Chapter) de Kevin Greutert : Amanda Young (flash-backs)
- 2012 : Jayne Mansfield's Car de Billy Bob Thornton : Vicky Caldwell
- 2013 : Grace Unplugged de Brad J. Silverman : Michelle Trey
- 2016 : Savannah Sunrise : Joy
- 2016 : Believe de Billy Dickson : Dr Nancy Wells[1]
- 2021 : Christmas vs. The Walters de Peter A. D'Amato : Diane Walters
- 2023 : Saw X de Kevin Greutert : Amanda Young

#### Télévision

##### Téléfilms
- 1985 : Pas mon enfant (Not My Kid) de Michael Tuchner : Carol
- 1985 : Le Crime de la loi (Crime of Innocence) de Michael Miller : Jodi Hayward
- 1986 : Une Proie pas comme les autres (Easy Prey) de Sandor Stern : Tina Marie Risico
- 1988 : La Guerre des haras (Bluegrass) de Simon Wincer : Alice Gibbs
- 1988 : I Saw What You Did de Fred Walton : Kim Fielding
- 1996 : Le Visage du mal (en) (Face of Evil) de Mary Lambert : Jeanelle Polk
- 1997 : L'Amour en prime (Something Borrowed, Something Blue) de Gwen Arner : Teri
- 1998 : Il était deux fois (en) (Twice Upon a Time) de Thom Eberhardt : Maggie Fowler
- 2005 : Washington Street de Andrew D. Weyman :
- 2007 : Au Nom de la passion (Secrets of an Undercover Wife) de George Mendeluk : Lisa
- 2007 : Traveling in Packs de James Burrows : Ivy
- 2012 : Reel America de Eric Fleming : Lisa Slotnik

##### Séries télévisées
- 1984 : Ricky ou la Belle Vie (Silver Spoons) : Tawny
- 1985 : It's Your Move : Brenda
- 1985 : Cagney et Lacey (Cagney and Lacey) :
- 1986 : All is Forgiven (en) : Sonia Russell
- 1989-1990 : Brand New Life (en) : Amanda Gibbons
- 1990 : Poker d'amour à Las Vegas (Lucky Chances) : Olympia Stanislopolous
- 1993 : Arabesque (Murder, She Wrote) : Jill Cleveland
- 1994 : Le Fléau (The Stand) : Julie Lawry
- 1994 : X-Files (épisode Intraterrestres) : Jessie O'Neil
- 1997 : Arsenio (en) : Laura Lauman
- 1997 : Shining (The Shining) : Waitress (épisode 3)
- 1997-1998 : The Tom Show (en) : Florence Madison
- 1998 : Players, les maîtres du jeu (Players) : Lila
- 1998-2004 : Becker : Linda
- 2003 : Kim Possible : Vivian (voix)
- 2008 : 30 Days of Night: Dust to Dust (en) (mini-série): Détective Gina Harcourt
- 2010 : Los Angeles, police judiciaire (Law & Order : Los Angeles) : Trudy Sennett
- 2010-2011 : La Vie secrète d'une ado ordinaire (The Secret Life of the American Teenager) : Carrie
- 2012-2014 : Anger Management : Jennifer Goodson (94 épisodes)

#### Jeu vidéo
2012 : Lollipop Chainsaw : Mariska (voix)

### Productrice
- 2008 : 30 Days of Night: Dust to Dust (en)

## Doublage francophone

### En France
| - Nathalie Karsenti dans : - Saw (2004) - Saw 2 (2005) - Saw 3 (2006) - Saw 4 (2007) - Saw 5 (2008) - Saw 6 (2009) - The Grudge 3 (2009) : Dr Ann Sullivan - Grace Unplugged (2013) : Michelle Trey - Au nom de la passion (TV) - Saw X (2023) : Amanda Young | et aussi - Véronique Augereau dans Le Fléau (mini-série) - Caroline Jacquin dans Le Visage du mal (TV) - Laetitia Godès dans The Island - Danièle Douet dans Los Angeles, police judiciaire (série TV) - Véronique Desmadryl dans Anger Management (série TV) |

### Au Québec
| - Hélène Mondoux dans : - Saga Décadence | et aussi - Marika Lhoumeau dans Rage Meurtrière 3 |